# フランクリン・カーマイケル
フランクリン・カーマイケル（英語: Franklin Carmichael, 1890年5月4日 - 1945年10月24日）は、カナダの画家。J・E・H・マクドナルドらと創設したカナダの風景画家のグループ、グループ・オブ・セブンの創設時のメンバーの中で最も若い人物であった。

## 略歴
オンタリオ州のオリリアで生まれた。父親は馬車の製造業者であった。20歳になった時、トロントに出て、トロントの美術学校（Central Ontario School of Art and Design、後の Ontario College of Art & Design University）に入学しジョージ・アグニュー・リードやウィリアム・クルックシャンクに学んだ 。1911年から後にグループ・オブ・セブンを設立することになるJ・E・H・マクドナルドやフレデリック・ヴァーリーらが働いた美術出版の会社、Grip Ltd.に雇われた。トム・トムソンとも週末に写生旅行をして影響を受けた。1913年にベルギーに留学したが、第一次世界大戦が始まったためオンタリオに戻り、美術出版社を辞めて風景画家として働き始めたトム・トムソンと共同でスタジオを開き風景画家として働いた。トムソンは1917年に水難事故で亡くなった。
1920年に、J・E・H・マクドナルド、ローレン・ハリス、A・Y・ジャクソン、フランク・ジョンストン、アーサー・リズマー、フレデリック・ヴァーリーと風景画画家のグループ「グループ・オブ・セブン」を結成した。水彩画も得意とし、1925年にアルフレッド・カッソン(Alfred Joseph Casson: 1898-1992)らとオンタリオ水彩画家協会を設立した。1931年の展覧会を最後に「グループ・オブ・セブン」の活動が終わると、新しい美術家集団「Canadian Group of Painters」の設立メンバーとなった。1932年から亡くなるまで Ontario College of Art で教えた。

## 作品

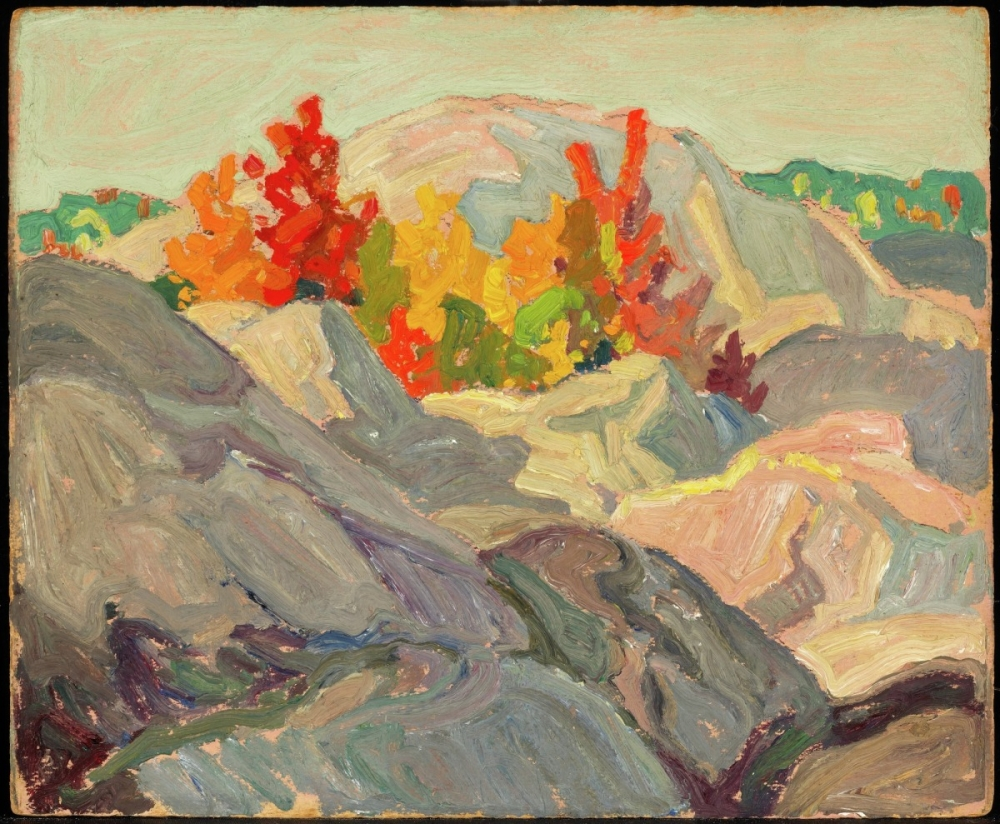
"Autumn Foliage against Grey Roc"(1920)
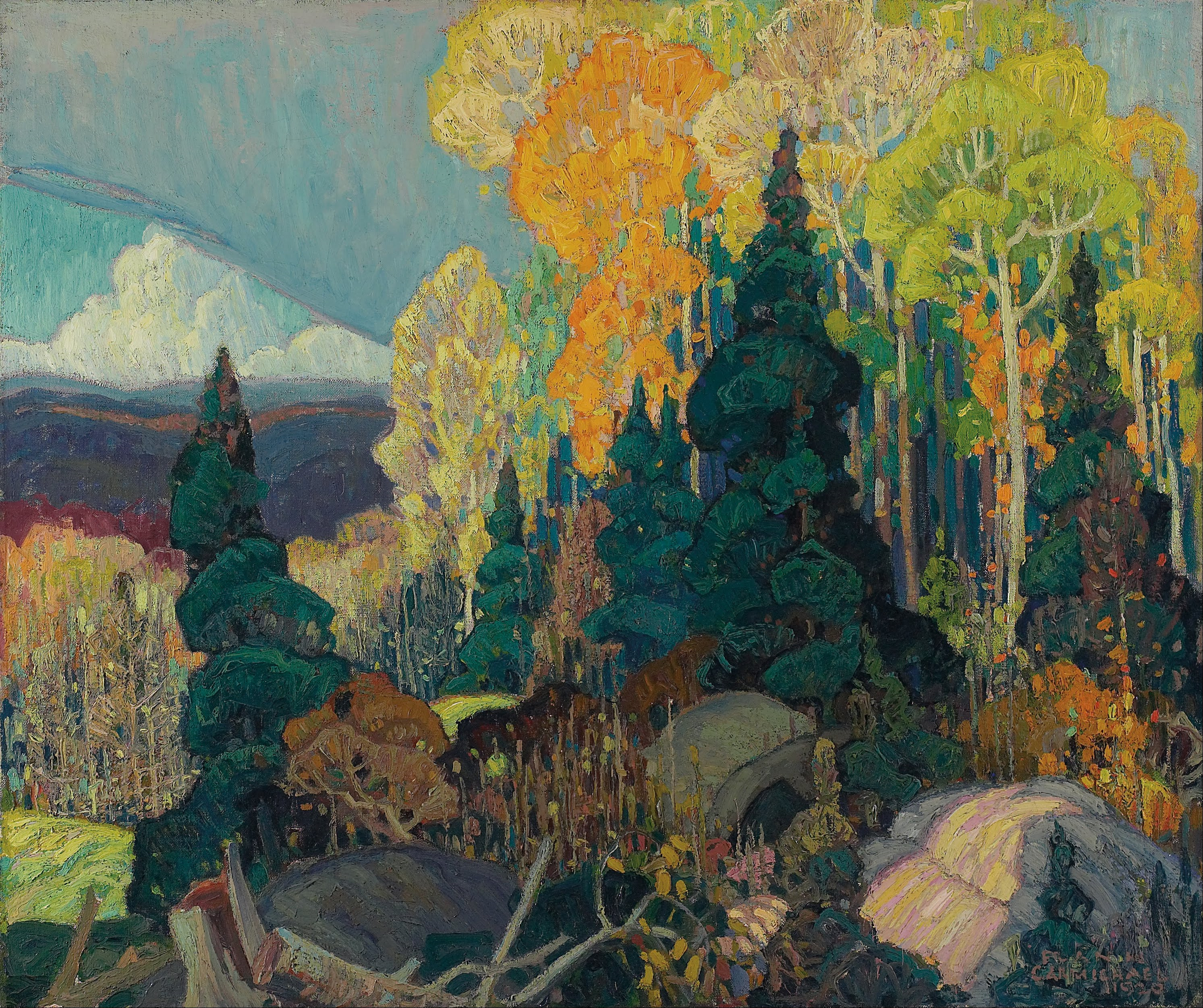
"Autumn Hillside"(1920)
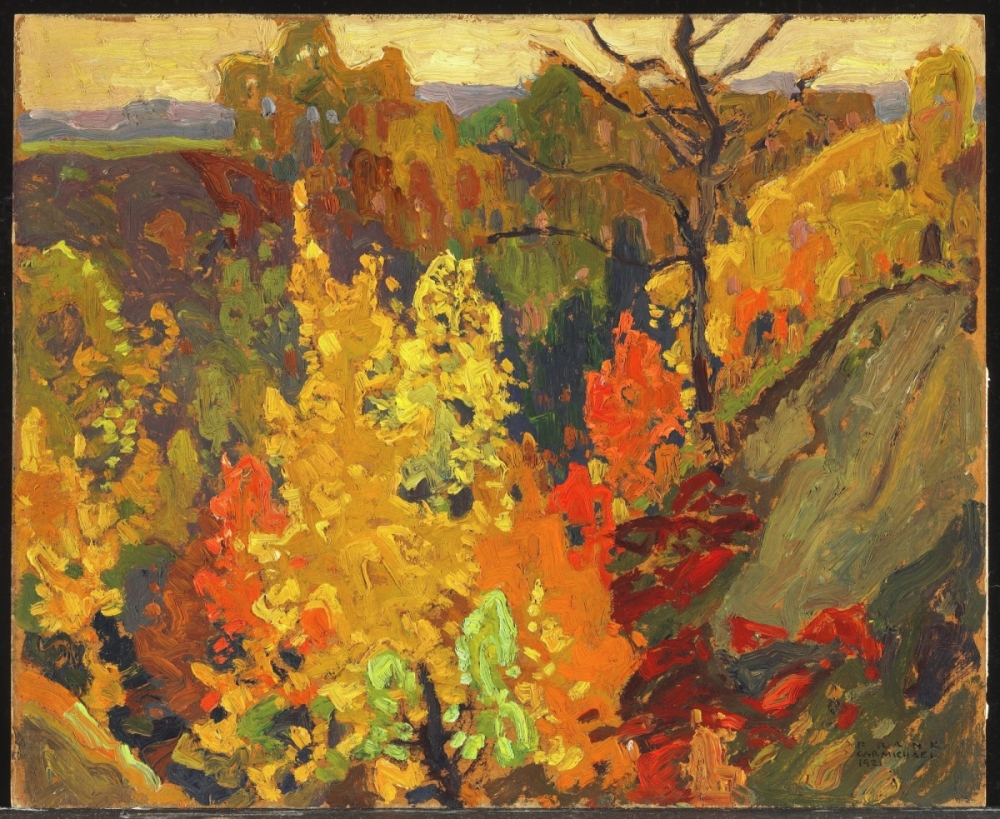
"Autumn" (1921)
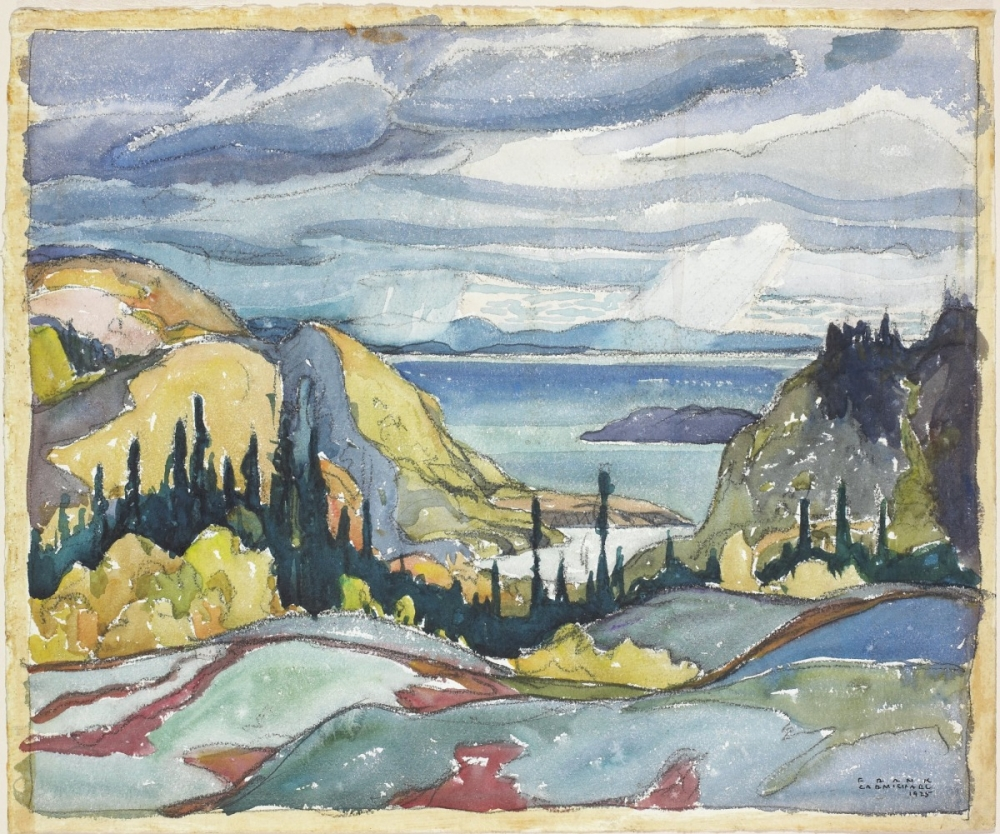
"Untitled (Pines, Lake Superior)" (1925)
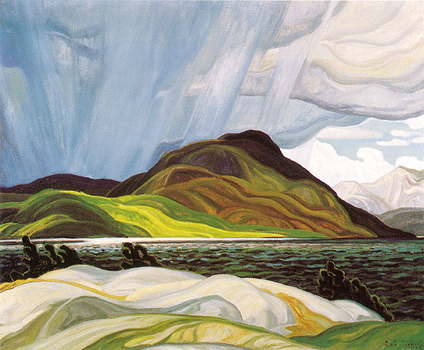
"Lake Wabagishik" (1928)
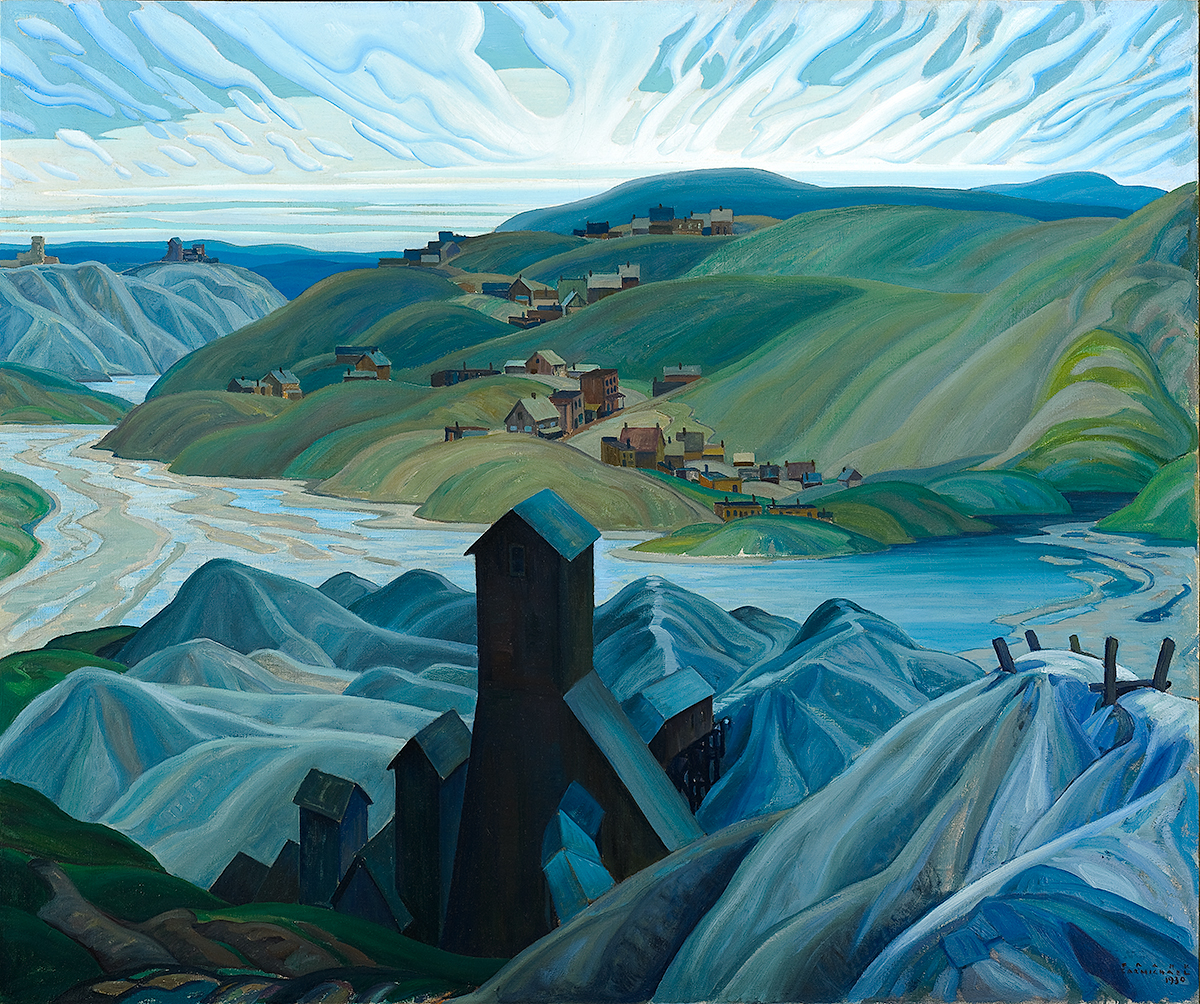
"A Northern Silver Mine" (1930)
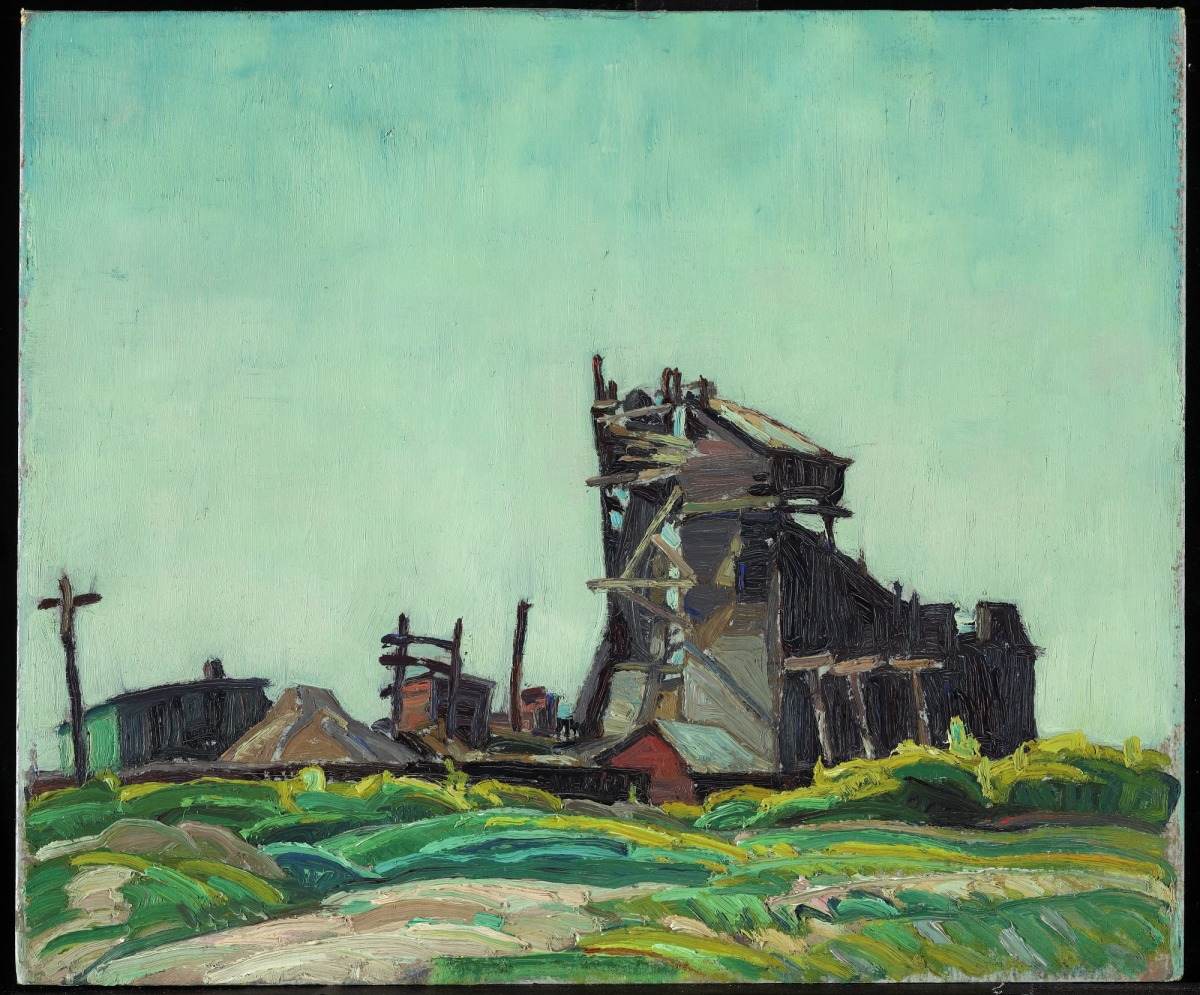
"Untitled (Industrial Building)"
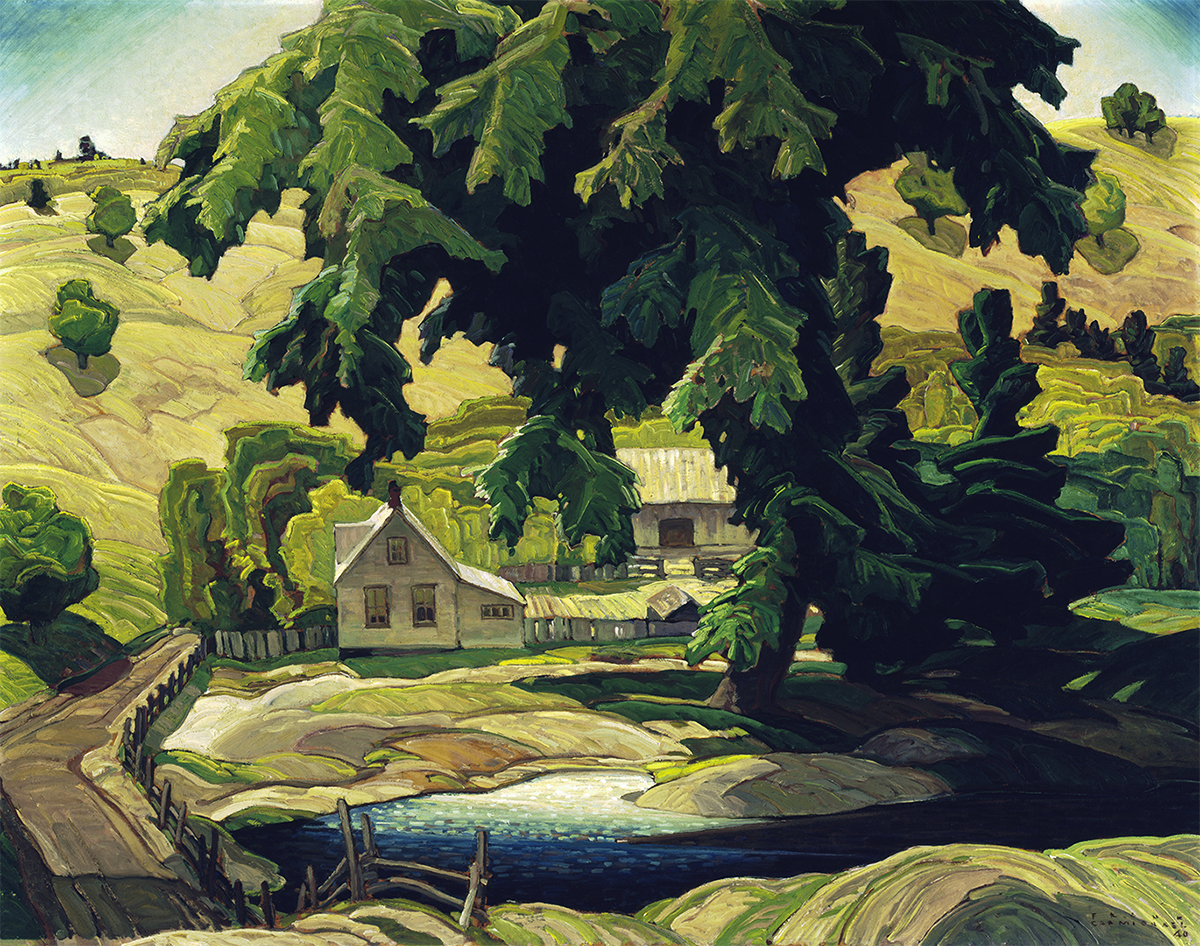
"Farm, Haliburton" (1940)